# Кларкеїт
Кларкеїт, кларкіт (рос. кларкеит, кларкит; англ. clarkeite; нім. Clarkeit m) — мінерал, оксигідрооксид урану групи кюриту.
Мінерал названий на честь Френка Віглесворта Кларка (1847—1931), колишнього головного хіміка Геологічної служби Сполучених Штатів.

## Загальний опис
Хімічна формула: 
- 1. За К. Фреєм: (Na2,Ca, Pb)U2(O, OH)7. Домішки — К.
- 2. За Є. Лазаренко: Na2,U2,O7. Домішки: К, Ca, Pb, Si, Mg та інш.

Утворює суцільні маси, Твердість 4-5. Густина 6,39. Блиск восковий. Колір темний, червонувато-коричневий. Риска жовтувато-коричнева. Злом раковистий. Прозорий. Рідкісний.
Зустрічається як продукт гідротермальних змін уранініту у Північній Кароліні (США), де асоціює з бекерелітом, гумітом, іантинітом і уранофаном.